# Этписон, Нгираткел
Нгираткел Этписон (англ. Ngiratkel Etpison, 1 июня 1925 Корор, Палау — 1 июня 1997 Риверсайд, Калифорния, США) — палауанский политик и бизнесмен, президент Палау с 1 января 1989 по 1 января 1993. Одним из первых стал развивать в 1970-х на Палау туристический бизнес. В 1984 открыл «Тихоокеанский курорт Палау» (англ. Palau Pacific Resort), один из наиболее комфортабельных курортов. 1 августа 1997 года покончил жизнь самоубийством .